# L'Étang-Bertrand
L'Étang-Bertrand is een gemeente in het Franse departement Manche (regio Normandië) en telt 293 inwoners (2004). De plaats maakt deel uit van het arrondissement Cherbourg-Octeville.

## Geografie
De oppervlakte van L'Étang-Bertrand bedraagt 8,8 km², de bevolkingsdichtheid is 33,3 inwoners per km².
De onderstaande kaart toont de ligging van L'Étang-Bertrand met de belangrijkste infrastructuur en aangrenzende gemeenten.

## Demografie
Onderstaande figuur toont het verloop van het inwonertal (bron: INSEE-tellingen).
1. ↑  Populations de référence 2022.